# Eurydyka IV z Macedonii
Eurydyka IV (gr: Εύρυδίκη,  Eúrydίkē) (IV/III w. p.n.e.) – królowa Macedonii, córka króla Tracji i Macedonii Lizymacha i Nikai, córki regenta macedońskiego Antypatra.
Ok. r. 296 p.n.e. ojciec dał ją za żonę Antypatrowi I, królowi Macedonii, kiedy ten poprosił go o pomoc przeciw swemu bratu Aleksandrowi V. Ok. r. 285 p.n.e. Antypater I został zgładzony przez swego teścia, ponieważ skarżył się przed nim, że z jego powodu utracił Macedonię na rzecz Demetriusza I Poliorketesa. Ojciec postanowił Eurydykę oddać pod straż, bowiem także dołączała się do tych skarg.